# Religie

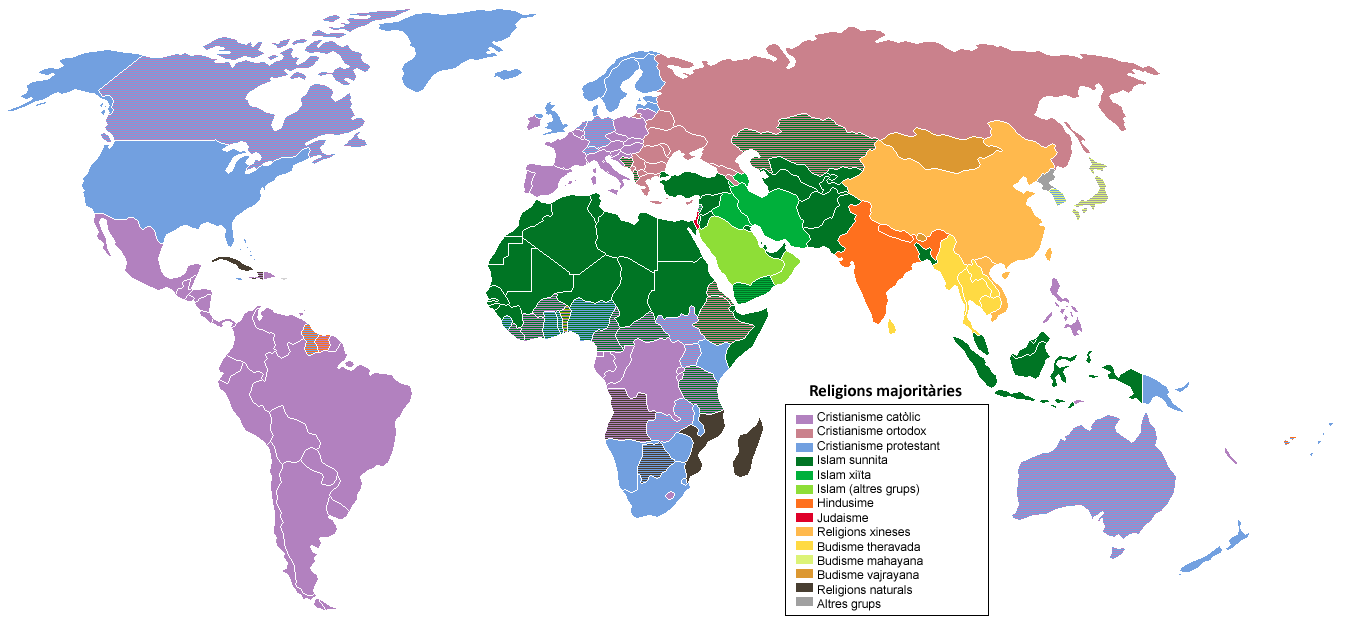

Religia este credința în supranatural, sacru sau divin, și codul moral, practicile de ordin ritual, dogmele, valorile și instituțiile asociate cu această credință. În cursul dezvoltării sale religia a luat un imens număr de forme în diverse culturi sau persoane. Cuvântul “religie” în latină înseamnă "re-legare", respectiv restabilirea relației dintre Dumnezeu și Om. 

Diverse simboluri religioase, incluzând (pe primul rând) Creștin, Iudaic, Hindus, Baha'i, (pe al doilea rând) Islamic, Tribal, Taoist, Shinto (pe al treilea rând) Buddhist, Sikhist, Hindus, Jainist, (pe al patrulea rând) Ayyavalist, Tripla Zeiță, Crucea malteză, Pre-creștin slavonic

## Definiții

### Religia ca expresie simbolică
Religia este, la nivel de discurs, expresia simbolică a unei încrederi în existența unei realități absolute (Sacrul, Supremul, Dumnezeul) de care omul ar depinde. Această încredere este credința religioasă. Ea permite omului să se orienteze în labirintul marilor întrebări ale vieții și dă omului un sens existenței sale care depășește viața sa biologică.

### Religia ca tip de comportament uman
Religia este un tip de comportament uman (credințe, ritualuri) referitor la ființe, forțe și puteri supranaturale. Sociologia considera ca religia a apărut și există încă pentru că ea îndeplinește anumite funcțiuni:
1. Funcția cognitivă:
Religia este o formă de explicare a lumii, în condițiile lipsei unei cunoașteri științifice. Ca modalitate de cunoaștere, specific religiei este forma preteoretică, mitologică. Ea are o marcată orientare antropomorfică, proiectând caracteristicile existenței umane (prima existență la care cunoașterea umană a avut acces), pentru explicarea tuturor celorlalte domenii ale existenței. În această perspectivă, antropologul social englez E. B. Taylor [2] oferă o primă teorie sistematică, fundamentată pe o mare cantitate de date. Taylor consideră ca fiind caracteristic religiei ideea de suflet care a apărut din încercarea omului primitiv de a explica o serie de experiențe ca aceea a viselor, transei și morții.
2. Funcția acțională:
Religia este o formă de extensie a capacităților umane limitate de acțiune. James Fraser [3] argumentează că omul primitiv a încercat să abordeze lumea, în completarea tehnicilor sale curente, prin magie (complex de tehnici prin care omul încearcă să realizeze scopurile sale controlând forțele supranaturale). Religia a apărut când omul a realizat că magia este ineficace. În loc să încerce să controleze forțele supranaturale prin descântece, formule, ritualuri, omul încearcă să înduplece, să solicite ajutorul acestora, subordonându-se lor.
3. Funcția de reducere a anxietății: 
Latinii spuneau acum două milenii că “spaima inventează zeii” (“primus in orbe deos fecit timor”). 
Bronislaw Malinowski [4] explică că magia și religia sunt instrumente de reducere a anxietății în situațiile care depășesc posibilitățile efective de control ale omului. Religia reprezintă deci o "sacralizare a crizelor vieții umane". Ea este un răspuns la tragediile vieții umane, la conflictul dintre proiectele umane și realități.
4. Funcția socială (structurantă):
Émile Durkheim [5], spune că funcția religiei este de a afirma superioritatea morală a societății asupra membrilor ei, menținând astfel solidaritatea acesteia. Dumnezeul clanului nu este altceva decât clanul însuși. În religie, societatea se sacralizează pe ea însăși.
5. Funcția compensatorie:
În societățile stratificate social, Karl Marx [6] și Friedrich Engels [7], identifică o funcție compensatorie a religiei, anume aceea de a fi un protest contra unei lumi alienante, dar un protest neputincios, ea făcând tolerabilă lumea reală în speranța într-o compensație în lumea iluzorie de după moarte; ea are din această cauză și o funcție de stabilitate, menținând organizarea socială care favorizează clasele dominante. În plus, societățile avansate sunt necesarmente complexe din punct de vedere social în contrast cu cele arhaice, în ele acționând procese sociale greu inteligibile sau controlabile, dintre care unele se întorc contra individului. O sursă în plus de anxietate, pentru care religia devine o dată în plus o reacție compensatorie.
6. Funcția identitară:
Studii recente demonstrează valoarea religiei de puternic instrument al constituirii și prezervării identității unor comunități etnice sau chiar a unor comunități constituite exclusiv prin aderența la o credință religioasă. Religia este deci un liant al vieții sociale și un instrument de creștere a coeziunii sociale.[8]

### Religia explicată de către antropologie și biologie
La întrebarea de ce a apărut și există încă religia, antropologia și biologia oferă, în contrast cu sociologia, un răspuns care dă cont de cauzele fundamentale ale fenomenului. Aceste cauze ultime nu pot fi decât biologice. Acest subiect este tratat separat, pe pagina dedicată, anume Explicația biologică a religiei

## Etimologie
Cuvântul religie provine din limba latină, fie din re-legio („re-citire”, referindu-se la repetarea scripturilor, după Cicero) fie din (re-ligio - a lega , a reconecta, a reface legătura cu Dumnezeu). Religia poate fi definită ca un sistem bazat pe încercările oamenilor de a explica universul și fenomenele lui naturale, adesea implicând una sau mai multe zeități sau alte forțe supranaturale, sau ca un sistem de căutare a scopului sau înțelesului vieții.
În mod obișnuit, religiile evoluează din/către mitologie și au drept caracteristici necesitatea credinței și un mod specific de a gândi și a acționa pe care credincioșii sunt îndemnați să le respecte.
Religiile creștine socotesc cuvântul „religie” ca „legătura liberă și conștientă a omului cu Dumnezeu”.

## Știința și religia

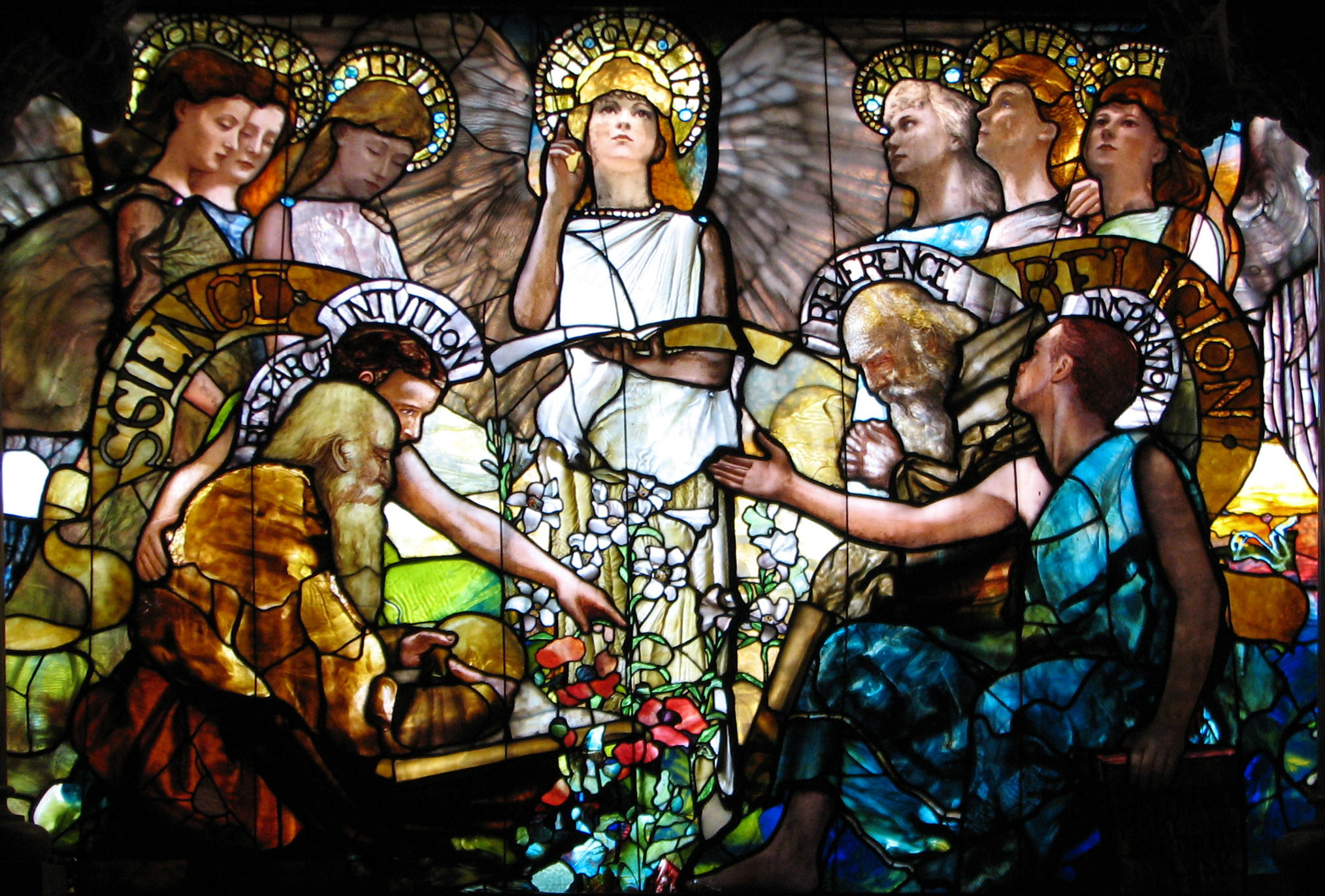
Educația (1890), fragment central al unui vitraliu aflat la Universitatea Yale, creat de Louis Comfort Tiffany și Tiffany Studios. Sunt reprezentate în armonie Știința (personificată prin Devotament, Muncă, Adevăr, Cercetare și Intuiție) și Religia (personificată prin Puritate, Credință, Speranță, Venerație și Inspirație), prezidate de personificarea centrală a Luminii·Iubirii·Vieții.

Cunoașterea religioasă, conform practicanților religiei, poate fi obținută de la lideri religioși, texte sacre (scripturi), și/ori prin revelație personală. Unele religii consideră această cunoaștere ca nelimitată și capabilă să răspundă tuturor întrebărilor; alții văd cunoașterea religioasă ca jucând un rol mai limitat, adeseori ca un complement la cunoașterea obținută prin observare fizică. Unii oameni religioși consideră că cunoașterea religioasă obținută în acest mod este absolută și infailibilă.
Metoda științifică presupune dobândirea cunoașterii testând ipotezele pentru a dezvolta teorii care permit explicarea faptelor sau evaluarea experimentelor și răspunde doar întrebărilor despre universul fizic. Ea dezvoltă teorii ale lumii care se potrivesc evidențelor observate fizic. Toată cunoașterea științifică este subiectul ajustărilor ulterioare în fața evidențelor adiționale. Teoriile științifice care dispun de o preponderență a evidențelor favorabile sunt acum considerate ca atribute sau definiții are realității (de exemplu teoria gravitației, a evoluției și cea cosmogonică).
În cadrul științelor naturii, cel mai elocvent și actual exemplu este dezbaterea privind creaționismul, referitor la compatibilitatea între istoria biblică a facerii lumii și teoriile științifice ale cosmologiei și biologiei evoluționiste. Un exemplu mai vechi este reacția Vaticanului față de "falsificarea" de către Galileo Galilei a cosmologiei geocentrice.
Științele sociale și ele au fost ținta unor atacuri din partea religiei din motive ce țin de diverse rezultate și concluzii ale acestora. Întrucât pentru credincios, dogma este prin definiție adevărată, unii credincioși (de exemplu fundamentaliștii islamici sau creștini) păstrează o interpretare literală a textelor biblice, indiferenți la răspunsurile științifice care adresează aceleași probleme.
De obicei apar conflicte între afirmațiile cu caracter științific și cele cu caracter religios prin faptul că fiecare vizează niveluri diferite. Astfel, teoria creației din Biblie tematizează raportul dintre Dumnezeu, lume și om, însă nu și știința despre natura observabilă (empirică) a lucrurilor (vezi și exegeza și hermeneutica biblică). Fapt rămâne totuși că prea des atunci când Biblia pretinde a spune adevăruri despre " raporturile dintre Dumnezeu, lume și om ", ea practică un discurs, care prin definiția (ba chiar mai ales prin istoria) filozofiei, este un subiect legitim de analiză a acesteia din urmă, tot așa cum atunci când vorbește despre obiecte, ființe sau categorii reale (om, lume, animale, fenomene naturale, etc.), ea își expune în mod inevitabil afirmațiile criticii legitime a științei. Chestiunea este deci departe de a fi simplă, iar sferele celor trei activități umane sunt departe de a fi atât de simplu de separat.

## Filozofia și religia
Toate întreprinderile umane pot degenera și își pot rata rațiunea de a fi și toate pot deveni astfel maladii: dragostea se poate topi în gelozie, imaginația ne poate face să pierdem sensul realității iar abuzul de rațiune ne poate face insensibili. Nici religia nu scapă acestui destin, deoarece și ea poate degenera. Adevărurile religiei nu pot fi înțelese dintr-o dată și o dată pentru totdeauna: ele rămân subiect etern de aprofundare. Pericolul bântuie permanent deci, făcându-ne să luăm o etapă în această dinamică a dezvoltării drept "punctul de sosire". Antropologii ne spun că acest blocaj poate lua diverse forme:
Gândirea magică: 
Confundăm adesea gândirea religioasă cu gândirea magică. Copilul care se roagă la "micul Isus" să fie sănătos și să crească mare sau adultul care îi cere "bunului Dumnezeu" să-l scape de un necaz, practică amândoi gândirea magică. Aceasta se caracterizează prin credința că putem acționa de manieră indirectă asupra fenomenelor naturale sau asupra altuia, manipulând puterile spirituale superioare prin rugămințile noastre fierbinți. Astfel, superstiția înlocuiește gândirea critică. Gândirea magică se deosebește de gândirea religioasă prin aceea că ea vrea să manipuleze divinul în loc să i se supună.
Confuzia discursului:
O altă formă de degenerare a religiei este confuzia discursului. Este o confuzie atunci când percepem discursul religios ca pe o descriere a realității, a unei stări a lumii. Ne separăm astfel de dimensiunea simbolică a religiei, plasându-ne în contradicție cu ceea ce ne spun științele. Această confuzie ne obligă să alegem între una sau cealaltă, sau mai bine zis una contra celeilalte în detrimentul amândurora.
În această formă de degenerare a religiei afirmațiile religioase sunt luate în sens propriu, valoarea lor simbolică fiind evacuată. Această confuzie denotă ignorarea sensului mitului ca sumă de simboluri al cărui adevăr stă în utilitatea lui psihologică și nu în exactitatea sa empirică. Astfel, tot ce scrie în Biblie, de exemplu, apare literalmente exact. Dacă Biblia afirmă că omul a fost creat de un suflu divin și că lumea a apărut în 7 zile, de ce să ne preocupăm de teoria evoluției, care în mod necesar e falsă și nocivă?
Integrismele:
Există însă și alte forme de degenerare a religiei, anume integrismele. Acestea confundă simbolul Absolutului cu forma pe care acesta a putut s-o îmbrace de-a lungul epocilor sau în mod particular într-o epocă dată (anume aceea "a Revelației"), refuzând orice schimbare a formulei adevărului religios. Astfel, integrismele ratează să distingă între esențial și accesoriu. El vede de aceea o trădare a spiritului catolicismului în oficierea mesei în franceză și nu în latină, uitând că limbile primilor creștini au fost arameica sau greaca. Pentru integrist, tradiția trebuie acceptată așa cum este, fără modificare. Altfel spus integrismul transpune pe teren religios un conservatorism radical, producând o alianță între refuzul istoriei și nostalgia după trecut. Doar ca istoria ne arată că inexorabil lucrurile se schimbă...
Fanatismul
O ultimă formă de degenerare a religiei este și fanatismul. Acesta din urmă uită un principiu epistemologic care e atât simplu cât și fundamental: o convingere, oricât de profundă ar fi ea, nu poate garanta adevărul unei afirmații. Nu putem așadar justifica impunerea ei altui individ. 
Fanatismul exclude posibilitatea ca o aceeași experiență poate utiliza în descriere simboluri diferite, că mai multe drumuri pot duce la aceeași destinație, și că experiențele religioase pot diferi de la o persoană la alta, de la o cultură la alta. El nu poate înțelege că Absolutul nu a fost niciodată total accesibil omului, și că el nu este nici azi încă total accesibil, astfel d.p.d.v. uman neputând să susținem că îl cunoaștem deasupra oricărei îndoieli. Fanaticul se percepe așadar ca unicul deținător al adevărului confruntat cu o lume de erezii. El este acel "alege crucea sau mori" sau acel "Allah e mare" al unora care folosesc girul Absolutului pentru a justifica nejustificabilul. (traducere și sinteză după text de Claude Paris și Yves Bastarache din lucrarea "Gândire critică și argumentație" (Éditions C.G. Québec (Canada) 1995), cap. 3 ("Privire asupra religiei"), p. 69/70.)

## Religia ca superstiție
Istoric vorbind, superstiția a fost întotdeauna credința celui de-o religie diferită de aceea a celui care o judecă. Astfel ereziile au fost considerate a fi superstiții, așa cum și religiile celorlalți au fost definite ca fiind superstiții. 
Se pare deci că și eticheta de superstiție face parte din mai numeroasa familie de manifestări ale antropocentrismului: o credință, o valoare sau o practică diferită de aceea specifică culturii în care ne-am născut este automat (fără o analiză temeinică adică) percepută ca ceva inferior, demn de dispreț și ridiculizare.
D.Ex.-ul definește superstiția ca fiind "o prejudecată care decurge din credința în spirite bune și rele, în farmece și vrăji, în semne prevestitoare, în numere fatidice sau alte rămășițe ale animismului și ale magiei". Nu e de mirare deci că credincioșii și-au aruncat reciproc, dintotdeauna, așa cum s-a menționat mai sus, invectiva de superstiție pentru a respinge religia celuilalt, căci după cum se poate constata toate religiile prezintă această credință în "spirite bune sau rele", căci zeii, îngerii sau demonii sunt definiți și ei a fi astfel de entități imateriale (vezi D.Ex., primul sens al termenului "spirit": "În filozofia idealistă și în concepțiile religioase, spiritul este un element considerat ca factor de bază al Universului, opus materiei, identificat cu divinitatea sau cu spiritul; ființă imaterială supranaturală, duh."). De altfel Dicționarul Enciclopedic Român ediția 1966 precizează că "între superstiție și credința religioasă nu există o deosebire de esență." Și pe bună dreptate se afirmă asta, căci latura superstițioasă a religiilor nu se limitează doar la faptul că toate postulează existența unor spirite bune și rele, întrucât la majoritatea dintre ele găsim și credința în vrăjitoare; unele dintre aceste religii vorbesc de altfel explicit în textele lor sacre despre vrăjitoare, cum este cazul, de exemplu, cu creștinismul și iudaismul (În Biblie, în "Ieșire" mai exact (Exod 22:18), dumnezeul evreilor și creștinilor cere acestora să ucidă vrăjitoarele: "Pe vrăjitoare să n-o lași să trăiască".). 
Dar mai mult, există de asemenea numeroase exemple în care credincioșii creștini manifestă credința în semne prevestitoare (de ex. povestea creștină despre împăratul Constantin căruia dumnezeul creștinilor i-a prevestit victoria printr-un semn) sau numere fatidice (există o lungă istorie a așteptării sfârșitului lumii și a venirii lui Iisus Hristos, nu e nevoie decât să citim despre milenarism sau apocalipticism (anul 1000, anul 2000, etc.) sau chiar Biblia (mai exact Apocalipsa 13: 18) unde se vorbește despre "numărul fiarei", 666)). Cât despre trăsăturile magice ale religiei, acest aspect a fost deja detaliat în secțiunea Filozofia și religia, unde s-au comentat maladiile religiei, printre care și gândirea magică manifestată în creștinism prin rugăciune (în special ceea ce în ortodoxie se numesc "rugăciune de cerere" și în catolicism "de grație" sau "intercesiune".).
Și pentru antici echivalența superstiție-religie era valabilă: Cicero, de ex., definea superstiția ca fiind "o vană teamă de zei" (De divinatione, I). Tot el spunea că "cunoașterea întregii naturi ne scapă de superstiție, ne eliberează de spaima de moarte […]" (De finibus, I, xix, 63).
Lucrețiu spunea despre religie: "Ignoranța și frica, iată fundamentele oricărei religii (Lucrețiu, Bunul Simț, x). Opinia lui va fi preluată mai târziu și de baronul d'Holbach.
Și Tacit, în scrierile sale, definește adesea ca superstiții toate cultele asiatice care se răspândeau pe atunci în inima imperiului, printre care și creștinismul (Tacit, Istorii, iv, LIV, 4).
Creștinii au preluat și ei această viziune despre religia celuilalt, astfel că Lactanțiu spune: "Religia este cultul adevăratului Dumnezeu, superstiția fiind aceea a unui fals dumnezeu".
Alți creștini au fost chiar mai preciși, astfel că Clement din Alexandria (Stromates, vii, 4) și Origen (Contra Celsum, iii, 79) definesc religia evreilor și ereziile creștine ca fiind și ele superstiții. Pentru Augustin chiar și caracterele mistice fac parte din superstiție (De doctrina christiana, xx).
Pentru Toma d’Aquino, mai perspicace și deci mai rezervat, căci realizează faptul că religia și superstiția se opun pe un același teren, superstiția este excesul de religie, superstițiosul aducând un cult divin celui căruia nu trebuie să-i aducă sau aducând un cult cui trebuie, dar de maniera în care nu trebuie. Tot sfântul Toma ne spune că există și un ghicit acceptabil pentru creștinism, care se diferențiază de ghicitul superstițios, prin faptul că acesta nu apelează la demoni și că prin actul ghicirii nu se încalcă libertatea lui Dumnezeu de a rândui viitorul după bunul plac. El vede astfel, se pare, "demnă de elogii", astrologia, care face parte din această categorie virtuoasă de ghicire, întrucât ea "se referă la lucruri naturale care se întâmplă în mod necesar, funcție de dispoziția aștrilor"(Summa, qu. xcv, art. 5).. Această viziune relaxată a lui Toma d'Aquino despre superstiție va antrena în perioada Renașterii o acceptare a multor feluri de superstiții, printre care și idolatria.
Adepții Reformei nu vor întârzia să numească catolicismul superstiție. 
Calvin este cât se poate de clar, declarând cultul Fecioarei Maria și a sfinților ca fiind o superstiție (Instituția religiei creștine, i, IV, 3). 
Pentru protestanți, superstiție este orice rit care nu este cerut și aprobat formal de Dumnezeu, adică de Scriptură.
Francis Bacon, asociază superstiția cu teologia, atunci când definește cele 3 surse de eroare și falsă filozofie.. 
Pentru Spinoza "toate religiile sunt superstiții care învață oamenii să disprețuiască natura și rațiunea […].".
Pentru Hobbes, părintele filozofiei politice occidentale, diferența între superstiție și religie este de ordin sociologic și politic; el explică că "teama de o putere invizibilă imaginată pe baza poveștilor acceptate public se numește religie, pe când aceeași teamă dacă se datorește unor povești despre puteri invizibile imaginate dar care nu sunt acceptate public, se numește superstiție.".
Constantin François de Chassebœuf, conte de Volney spunea, parcă repetând cuvintele lui Lucrețiu: "Frica și speranța fac principiul oricărei idei religioase." (De Volney, Ruines).
Pentru Kant declarația de credință, ritul, ascetismul și rugăciunea sunt toate forme de nebunie superstițioasă (Religia în limitele simplei rațiuni, iv, 2). Pentru el orice tentativă de a place lui Dumnezeu alta decât intenția morală este nebunie religioasă (Religia în limitele simplei rațiuni, iv, 2).
Pentru Bergson, superstiția este religia socializată și instituită (Cele 2 surse ale moralei și religiei).
Psihanaliza, începând cu fondatorul ei, Sigmund Freud, vede în orice religie o iluzie, făcând caducă orice opoziție de natură între religie și superstiție..
Konrad Zucker (Psihologia superstiției) încearcă să discearnă trei tipuri de superstiție, primele două putând include religia. Superstiția mistică este astfel credința în sacrificii, prezicerea viitorului, profeția, ghicitul și astrologia. Superstiția magică este credința în deochi, amulete, talismane, vrăjitoare și lycantropie (credința în existența oamenilor ce se pot transforma în lupi). Și în această categorie găsim deci credința în vrăjitoare, prezentă în iudaism și creștinism și deja comentată anterior..
În acest sens, merită adăugat, poate, faptul că această credință în existența vrăjitoarelor a antrenat sacrificarea inutilă a mii și mii de victime omenești, în așa-numitele "vânători de vrăjitoare".
Mark Twain spunea: "Mult timp au existat vrăjitoare. Așa ne spune Biblia. Și Biblia ne explică că nu trebuie să le permitem să trăiască. De aceea Biserica, după opt sute de ani în care și-a făcut datoria cu lene și indolență, și-a adunat în fine lațurile, cleștii de strivit degetele și lemnele de rug, și își începu sfânta muncă cu seriozitate. Și munci ea zi și noapte timp de veacuri, băgând în pușcării, torturând, spânzurând și arzând pe rug hoarde și armate-ntregi de vrăjitoare, curățind creștinătatea de prezența lor mizerabilă. Apoi se descoperi că nu există și nici n-au existat vreodată vrăjitoare. Acum nu știm dacă să râdem sau să plângem… Cine a descoperit că nu există vrăjitoare? Preotul, parohul? Nu, ăștia n-au descoperit niciodată nimic. La Salem parohul a ținut patetic de text chiar și după ce mirenii l-au abandonat cu remușcări și lacrimi pentru crimele și cruzimea cu care acesta i-a convins să acționeze până atunci. Parohul voia mai mult sânge, mai multă rușine, mai multă violență; sunt mirenii cei care l-au oprit. În Scoția parohul a ucis vrăjitoarea după ce judecătorul a declarat-o inocentă; și după ce parlamentul s-a îndurat să înlăture oribila lege contra vrăjitoarelor din Codul penal, tot parohul a fost acela care cu lacrimi și rugăminți implora să fie menținută. Textul despre vrăjitoare rămâne în Biblie, numai practica s-a schimbat. Focul Iadului s-a dus, dar textul rămâne. Mai bine de 200 de articole de Cod penal s-au dus din legislație, dar textul care le-a autorizat rămâne." (Mark Twain, Predarea Bibliei și practica religioasă).

## Religii moderne
Actualele religii moderne sunt împărțite în mai multe categorii:
- Religii avraamice (Iudaismul, Creștinismul, Islamul)
- Religii indiene (Hinduismul, Budismul, Jainismul etc.)
- Religii est-asiatice (Taoismul, Confucianismul, Șintoismul etc.)
- Religii iraniene (Zoroastrismul)
- Religii neo-păgâne și noi mișcări religioase (Wicca, Satanismul[21], Asatru, Scientologia etc.)
- Religii indigene (nativ-americană, afro-americană, polineziană, australiană)

## Diferențe între confesiunile creștine
- Catolicii și Protestanții utilizeaza hostii numai din aluat nedospit. Ortodocșii folosesc hostii din aluat dospit. 

- Biserica catolică sustine existența purgatoriului (în latină “ignis purgatorium” – “foc purificator”), loc temporar în care sufletele și-ar ispăși păcatele ușoare. 

- Biserica catolică a impus celibatul preoțesc din timpul pontificatului Papei Gregor I (590-604 d.C.), argumentând cu un text din Noul Testament (1.Corinteni 7, 32-35). 

- Biserica ortodoxă a introdus în anul 691 d.C, cu prilejul Sinodului Trullanic, o nouă regulă: subdiaconii, diaconii și preoții se pot căsători, numai mitropoliții (episcopii) trebuie să rămână celibatari. Această regulă a fost preluată și de biserica greco-catolică. 

- Pe baza unui text din Evanghelia lui Matei (19, 6), catolicii au interzis recăsătoria religioasă. 

- Numai biserica catolică a avut în cursul istoriei forme de organizare statală: “Patrimonium Petri” (în centrul și sudul Italiei, cu începere din secolujl al VI-lea până în anul 1870) și “Vaticanul” (în urma Contractului Lateranic din Roma din anul 1929, încheiat între statul italian și Scaunul Apostolic). 

- Nașterea neprihănită (“imaculata concepție”) a Mariei: dogmă catolică introdusă în anul 1864 (comemorată anual la 8 decembrie), potrivit căreia în momentul concepției (prin Sfântul Spirit, nu prin părinții Ioachim și Ana), Maria ar fi rămas neprihănită, fără pata păcatului capital a omenirii.
 
- Potrivit bisericii protestante, penitențele nu pot fi un sacrament, ci - cel mult - un adânc sentiment de regret pentru păcatele săvârșite. Iertarea păcatelor nu se poate face de către preoți, ci numai de către Dumnezeu, printr-o căință sinceră a celui care a păcătuit.
 
- In timpul Confirmării catolice ar avea loc pogorârea reală în corpul copilului - prin intermediul lui Isus - a Sfântului Spirit. La Catolici și Anglicani Confirmarea se face prin așezarea mâinii episcopului pe capul copiilor și miruirea frunții cu crisam (ulei sfințit). La Ortodocși și Greco-Catolici Confirmarea are loc odată cu botezul. Originea neclară a acestui sacrament (introdus pe baza Faptelor Apostolilor, 8, 14-17), a determinat în secolul al XVI-lea biserica reformată (dupa traducerea mai corectă a Bibliei de către Martin Luther) să nu mai recunoască Confirmarea drept sacrament. 

- Biserica ortodoxă folosește cultul icoanelor, obicei scos din uz de către celelalte biserici. 

- Noțiunea de “Filioque” (în latină “și de la fiul”) este un adaos catolic din secolul al XI-lea la Credo-ul acceptat de Conciliul Ecumenic al 2-lea de la Constantinopol (381 d.C.), după care Sfântul Spirit ar reprezenta atât emanația lui Dumnezeu, cât si a Fiului său. 

- Numai biserica catolică recunoaște Primatul Papal precum și infailibilitatea papală (Conciliul Vaticanic I din 1870).

## Critică
Critica religioasă are o istorie îndelungată, datând încă din secolul 5 î.e.n în Grecia antică, cu Diagoras "ateul" din Melos și secolul 1 î.e.n în Roma, cu De Rerum Natura lui Titus Lucretius Carus și continuând până în prezent cu afirmarea noului ateism, reprezentat de autori și jurnaliști precum Sam Harris, Daniel C. Dennett, Richard Dawkins, Victor J. Stenger și Christopher Hitchens.
Criticii consideră că religia este depășită, dăunătoare individului (îndoctrinarea copiilor, vindecarea prin credință, circumcizia), dăunătoare societății (războaie sfinte, terorism, risipa resurselor), împiedică progresul științific și încurajează acțiunile imorale (cum ar fi jertfa de sânge, discriminarea împotriva homosexualilor și femeilor). Prin sita aceluiași raționament e trecută și contribuția divinității, indiferent de religia din care provine, la dezvoltarea socială, mulți fiind de părere că a devenit irelevantă în contextul actual, cu atât mai mult cu cât pleiada de zeități pe care o oferă diversitatea religioasă e extrem de vastă și inconsecventă.